# Ujung Sampun
Ujung Sampun is een bestuurslaag in het regentschap Karo van de provincie Noord-Sumatra, Indonesië. Ujung Sampun telt 747 inwoners (volkstelling 2010).